# Alpuente
Alpuente település Spanyolországban, Valencia tartományban. Alpuente Aras de los Olmos, Chelva, Titaguas, Torrijas, Tuéjar, La Yesa és Arcos de las Salinas községekkel határos. Lakosainak száma 700 fő (2024).

## Népesség
A település lakosságának változását az alábbi diagram mutatja:
| Lakosok száma | 940  | 861  | 828  | 805  | 754  | 695  | 644  | 633  | 670  | 700  |
|               | 2001 | 2004 | 2007 | 2009 | 2012 | 2014 | 2017 | 2019 | 2022 | 2024 |